# Авинов, Николай Александрович
Николай Александрович Авинов (17 октября 1844, Вятская губерния — 1911 год, Санкт-Петербург) — генерал-лейтенант, участник войны против польских повстанцев, Хивинского похода.

## Биография
Из дворян Вятской губернии. Сын путешественника, адмирала, командира Севастопольского порта, члена адмиралтейств-совета Александра Павловича Авинова.
По окончании Пажеского корпуса, из камер-пажей был произведен в прапорщики лейб-гвардейского Преображенского полка. 19 мая 1863 года произведен в подпоручики, по случаю военных действий против польских мятежников, Авинов вместе с полком находился в составе войск Виленского военного округа с 12 июня по 1 декабря 1863 года. 19 апреля 1864 года произведен в поручики и 30 августа 1866 года в штабс-капитаны. 4 марта 1872 года переведен во 2-й Туркестанский линейный батальон майором. Во время Хивинского похода 1873 года с 13 марта по 7 октября участвовал в движении Джизакской колонны генерал-майора Головачева, на Аристан-Бел-Кузук, в движении всего отряда генерал-адъютанта фон-Кауфмана от урочища Хан-Ата к Аму-Дарье, в отбитии неприятельского нападения 1 мая на лагерь при колодцах Адам-Крыган. 18 января 1874 года за отличие произведен в подполковники со старшинством. В ночной перестрелке с 10 по 11 мая в окрестностях урочища Учь-Учака и разбитии неприятельского скопища в 3500 человек. Затем отряд двинулся далее вдоль Аму-Дарьи и 29 мая занял Хиву. 15 июля отряд выступил в землю туркменов, оттуда через Хиву возвратился в места квартирования.
24 января назначен командиром 5-го Туркестанского линейного батальона. 26 февраля 1878 года произведен в подполковники, с оставлением в должности. 13 декабря 1879 года отчислен от должности, с зачислением по армейской пехоте и прикомандированием к учебному пехотному батальону впредь до назначения командиром полка. 21 ноября 1880 года назначен командиром 12-го стрелкового батальона. 3 января 1883 года удостоился изъявления Монаршей благодарности за отличную подготовку к стрельбе вверенного ему батальона. 18 ноября 1884 года назначен командиром 48-го пехотного Одесского полка. 4 февраля 1886 года назначен командиром 35-го пехотного Брянского полка. 5 декабря 1887 года назначен командиром 122-го пехотного Тамбовского полка. 31 декабря 1892 года произведен в генерал-майоры с назначением начальником Туркестанской стрелковой бригады и с зачислением по армейской пехоте. В 1901 году произведен в генерал-лейтенанты. С 1900 по 1903 год начальник 12-й пехотной дивизии.
Скончался в 1911 году.

## Семья
С 27 апреля 1880 года женат на Александре Николаевне, дочери Н. А. Лукьяновича. Их дети:
- Николай (1881—1937), преподаватель финансового права, репрессирован и расстрелян в 1937 году[3]. Был женат на Марье Юрьевне Новосильцевой (1882—1975), основательнице Кадомской кружевной школы, дочери Ю. А. Новосильцева.
- Андрей (1884—1949), чиновник Государственной канцелярии, камер-юнкер. В эмиграции в США, энтомолог.
- Елизавета (1888—1980), в эмиграции в США, художница-портретистка; замужем за Львом Аркадьевичем Шуматовым (утонул в озере в 1928 г.)[4].